# Evgenije Popović
Evgenije "Đena" Popović (serbio: Евгеније Поповић) fue político de Estado, periodista, diplomático, escritor y editor montenegrino.

## Biografía
Evgenije "Đena" Popovic nació en 1842 en el barco de su padre, en Risa, una ciudad del Reino de Dalmacia de la Monarquía Austrohúngara dual. Su padre Dragó y su abuelo Krsto nacieron en Risa. La familia Popović desciende del tribu Kuči. Acabó la escuela como amigo del colegio del príncipe Nicolás de Montenegro en Trieste. Más tarde terminó sus estudios de Derecho en Italia, obtuvo el doctorado en filosofía, y estableció su vida en Italia para siempre. En Italia era abogado, sin embargo, en el periodismo y también por una temporada en la redacción del diario Diritto. También escribió obras y artículos sobre el mar Adriático publicados por la prensa local e internacional.
Popović fue patriota italiano y miembro del Risorgimento, participando en los destacamentos de Giuseppe Garibaldi en la lucha contra la unidad italiana. También participó en la guerra montenegrino-otomana entre 1876 y 1878, en la que fue herido en dos ocasiones. Junto a varios soldados, Popović informó a la prensa internacional de los acontecimientos de la guerra de montenegrino-otomana.
Popovic fue cónsul montenegrino en Roma desde 1897 hasta 1900, cuando se convirtió en cónsul general montenegrino en Roma. Popović visitó la rica colección de anticuarios Montenegro. Fue cónsul hasta 1917.
Tras la renuncia de Milo Matanović como presidente, el rey Nicolás nombró a Evgenije primer ministro del Reino de Montenegro en el exilio y Ministro de Interior, al mismo tiempo que era tradicional la costumbre montenegrina, el 11 de junio de 1917. Como el Gobierno es el que más ayuda ha perdido en la escena internacional tras la muerte de Andrija Radović, Popović trabajó activamente para recuperar el prestigio del rey Nicolás. Intentó convencer al cónsul montenegrino ante la política de Nicolás en Estados Unidos, pero ya ha declarado lealtad al Comité de Unidad de Radović.
Después de que las fuerzas armadas serbias cruzaran el Frente de los Balcanes tras la liberación de Montenegro, Popović intentó el 16 de noviembre de 1918 conseguir que Nicolás y el Gobierno regresaran a Montenegro en la Corte británica, pero este intento sólo ha sido rechazado. Aunque ni siquiera logró el apoyo de Francia para que Nicolás pudiera regresar, ha confirmado que Francia respetará a las autoridades montenegrinas legales en el exilio y que su administración militar actuará en nombre del rey. También dijo que Francia será neutral para los asuntos internos de Montenegro, respetando la autoridad del rey, pero sin oponerse al libre deseo y voluntad que debe decidir el pueblo montenegrino. El gobierno de Popovic y el rey Nicolás han aprobado las bases de la Asamblea de Podgorica.
A partir de 1918 no estuvo en Neuilly, por lo que el puesto de ministro del Interior lo ocupa el doctor Pero Šoо. Con el fin de la Gran Guerra, Popović entrado en los juzgados de los potencias aliadas y ha conseguido una residencia montenegrina para la Conferencia de Paz de París. Tras la anexión de la Asamblea de Podgorica a Serbia y la destronación de la dinastía Petrović-Njegoš, Popović fue expulsado y dejó en nada sus decisiones. Se quejaba de que la decisión era ilegal a las Grandes Potencias, pero no obtuvo respuesta. Frustrado por el trabajo de Popović, Nicolás sustituyó a Jovan S. Plamenac, organizador del Rebelión de Navidad, que había ocurrido varios días antes y había sido condenado a Popović.